# Stourne mystérieux
Aplonis mavornata
Espèce
Statut de conservation UICN

 EX  : Éteint
Le Stourne mystérieux est une espèce d'oiseau connu d'un seul spécimen, récolté à Mauke, des îles Cook, par Andrew Bloxam en 1825. L'île ne sera visité à nouveau par des naturalistes que 150 ans plus tard, l'oiseau ayant disparu entretemps, peut être à cause des rats introduits.